# جيسي رويس لانديس
جيسي رويس لانديس (بالإنجليزية: Jessie Royce Landis)‏ هي ممثلة أمريكية، ولدت في 25 نوفمبر 1896 بشيكاغو في الولايات المتحدة، وتوفيت في 2 فبراير 1972 في الولايات المتحدة بسبب سرطان.

## أعمال

### أفلام
- (1955) أن تمسك لصا[5]
- (1959) شمالا إلى الشمال الغربي
- (1970) المطار[6][7][8]

## وصلات خارجية
- جيسي رويس لانديس على موقع IMDb (الإنجليزية)
- جيسي رويس لانديس على موقع ألو سيني (الفرنسية)
- جيسي رويس لانديس على موقع تيرنر كلاسيك موفيز (الإنجليزية)
- جيسي رويس لانديس على موقع أول موفي (الإنجليزية)
- جيسي رويس لانديس على موقع قاعدة بيانات برودواي على الإنترنت (الإنجليزية)
- جيسي رويس لانديس على موقع قاعدة بيانات برودواي على الإنترنت (الإنجليزية)
- جيسي رويس لانديس على موقع قاعدة بيانات الأفلام السويدية (السويدية)
- جيسي رويس لانديس على موقع إن إن دي بي (الإنجليزية)
- جيسي رويس لانديس على موقع قاعدة بيانات الفيلم (الإنجليزية)
- جيسي رويس لانديس على موقع كينوبويسك (الروسية)